# 西田善夫
西田 善夫（にしだ よしお、1936年2月8日 - 2016年2月27日）は、日本のスポーツ評論家。NHKアナウンサー。

## 人物
聖学院中学校・高等学校を経て1958年に早稲田大学法学部卒業後、NHKにアナウンサーとして入局。初任地は室蘭放送局。札幌放送局所属時の1964年、東京オリンピックでは、当時としては最若手実況（バレーボールを担当）として抜擢される。その後プロ・アマの野球を中心とする各種スポーツの実況を担当。
1978年に放送を開始したスポーツ帯番組『スポーツアワー』のキャスターを務めた。その後『サタデースポーツ』『サンデースポーツ』でキャスターとして活躍。
1991年にはスポーツアナウンサーとして初めてNHK解説委員に就任し、1996年に定年退職。その後は鹿屋体育大学、立教大学、聖学院大学の教授を歴任した。
1998年、新設された横浜国際総合競技場の初代場長就任。2002年に退任しスポーツ評論家として活躍。また東京都北区教育委員会委員や学校法人聖学院評議員なども務めていた。
息子はBRUTUS編集長の西田善太。
2016年2月27日、心不全のため死去。80歳没。

## エピソード
初任地に室蘭放送局を希望した際には、大先輩の志村正順から、「君、何故室蘭を希望したの?」と不思議がられて尋ねられたという。
1976年のモントリオールオリンピックでは女子バレーボールの決勝戦のテレビ中継を担当、“新・東洋の魔女”と言われた山田重雄率いる日本女子代表の優勝を「笑顔の優勝です。泣かない優勝です」と実況したことで知られる。そのバレーボールでは日本バレーボール協会公認審判員の資格を取得しており、若手アナウンサー時代には学生バレーボール大会の審判を務めた経験があることを語っている。
また、アイスホッケーの実況でもおなじみだった。特に1980年の第13回冬季オリンピックレークプラシッド大会では、後に『ミラクル・オン・アイス』と呼ばれ、世界のスポーツ史にも伝説的な試合となった アメリカ合衆国対 ソビエト連邦戦のテレビ中継の実況アナウンサーを担当している。西田自身も「このレークプラシッドのアイスホッケーの米ソ戦が想い出に残る試合」であると語っている。
昭和40年代は広島局に勤務した。外木場義郎の完全試合も広島市民球場で見たのが自慢と言う。こういった関係からか広島カープファンだったようで、カープ関係のイベントでもよく広島に招かれていた。
なお、メジャーリーグ中継の先駆者としても知られており、NHKがワールドシリーズ中継に初めて取り組んだ1977年のニューヨーク・ヤンキース対ロサンゼルス・ドジャースの試合の実況を担当した。このとき、解説を務めたのが元読売ジャイアンツの川上哲治元監督と藤田元司、ゲストとして招かれたのが当時中央大学に在学中の福島良一であった。
1989年の第61回選抜高等学校野球大会決勝（東邦高等学校 VS 上宮高等学校戦）で、思いがけない結末にも「勝って泣き、負けて泣くセンバツの決勝!」と冷静な口調で実況した。

## 主著
- 『オリンピックと放送』（丸善、1991年）
- 『話し上手は聞き上手!』（青春出版社、1999年）
- 『スポーツと言葉』（体育とスポーツ出版社、2003年）